# Киргизстан на зимових Олімпійських іграх 2022
Киргизстан взяв участь у зимових Олімпійських іграх 2022, що тривали з 4 до 20 лютого в Пекіні (Китай).
Збірна Киргизстану складалася з одного гірськолижника. Максим Гордєєв як єдиний представник своєї країни ніс її прапор на церемонії відкриття.

## Спортсмени
Кількість спортсменів, що взяли участь в Іграх, за видами спорту.
| Вид спорту          | Чоловіки | Жінки | Загалом |
| ------------------- | -------- | ----- | ------- |
| Гірськолижний спорт | 1        | 0     | 1       |
| Загалом             | 1        | 0     | 1       |

## Гірськолижний спорт
Від Киргизстану на Ігри кваліфікувався один гірськолижник. Його представником став Максим Гордєєв.
| Спортсмен      | Дисципліна        | 1-й спуск | 1-й спуск | 2-й спуск   | 2-й спуск   | Сума        | Сума        |
| Спортсмен      | Дисципліна        | Час       | Місце     | Час         | Місце       | Час         | Місце       |
| -------------- | ----------------- | --------- | --------- | ----------- | ----------- | ----------- | ----------- |
| Максим Гордєєв | Слалом (чоловіки) | НФ        | НФ        | Не потрапив | Не потрапив | Не потрапив | Не потрапив |